# Jules-Daniel Maze
Jules-Daniel Maze, francoski general, * 1880, † 1961.